# See (televisieserie)
See is een Amerikaanse sciencefictionserie geproduceerd voor Apple TV+. Het is geschreven door Steven Knight en geregisseerd door Francis Lawrence. Uitvoerend producenten zijn onder andere Knight, Lawrence, Peter Chernin, Jenno Topping, en Kristen Campo. De serie ging in première op 1 november 2019. Inmiddels zijn er drie seizoenen.

## Rolverdeling en personages

### Hoofdrol
- Jason Momoa als Baba Voss, leider van de Alkenny-stam.
- Alfre Woodard als Paris, een wijs ouder lid van de Alkenny.
- Sylvia Hoeks als Koningin Kane, heerser over het koninkrijk Paya.
- Hera Hilmar als Maghra, een nieuwkomer van de Alkenny - moeder van Kofun en Haniwa, en echtgenote van Baba Voss.
- Christian Camargo als Tamacti Jun, de Heksenvinder-Generaal en leider van Koningin Kane's leger.
- Archie Madekwe als Kofun, zoon van Jerlamarel en Maghra, die de gave bezit om te kunnen zien.
- Nesta Cooper als Haniwa, dochter van Jerlamarel en Maghra, die de gave bezit om te kunnen zien.
- Yadira Guevara-Prip als Bow Lion, een Alkenny strijder met de vaardigheid om zich ondetecteerbaar voort te bewegen.

### Terugkerend
- Mojean Aria als Gether Bax, een onbetrouwbaar lid van de Alkenny.
- Luc Roderique als Arca, een Alkenny strijder die trouw is aan Baba Voss.
- Tantoo Cardinal als De Dromer, een ouderling van de Alkenny en moeder van Bow Lion.
- Marilee Talkington als Souter Bax, een lid van de Alkenny-stam en tante van Gether Bax.
- Lauren Glazier als Nyrie, Koningin Kane's trouwe lady-in-waiting.
- Franz Drameh als Boots, een mysterieus lid van een andere stam.
- Timothy Webber als Cutter, een zijdehandelaar en slavendrijver.
- Jessica Harper als Cora.
- Joshua Henry als Jerlamarel, een ketter die het woord van het zicht verkondigt, vader van Kofun, Haniwa en Boots.